# 칸테미르구
칸테미르구(루마니아어: Cantemir)는 몰도바 남부에 위치한 구로 행정 중심지는 칸테미르이며 면적은 870km2, 인구는 52,115명(2014년 기준)이다. 서쪽으로는 프루트강을 경계로 루마니아와 국경을 접하며 북쪽으로는 레오바 구, 남쪽으로는 카훌 구, 동쪽으로는 가가우지아와 접한다.